# Platysenta pyrocausta
Platysenta pyrocausta là một loài bướm đêm trong họ Noctuidae.